# 箕和田湖

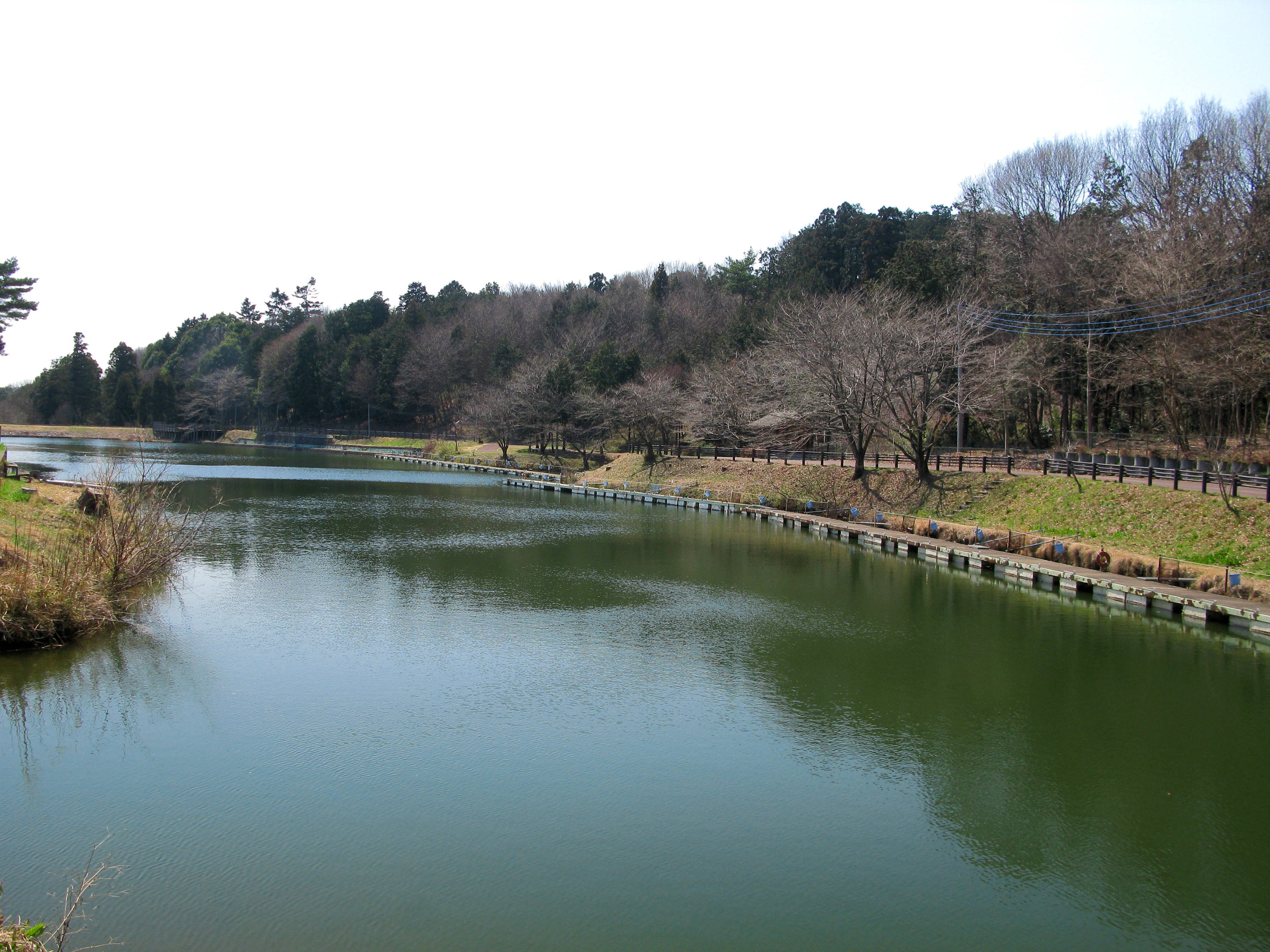
箕和田湖（2012年3月）

箕和田湖（みのわだこ）、またはみのわだ湖は、埼玉県入間郡毛呂山町箕和田地区にあるため池である。

## 概要

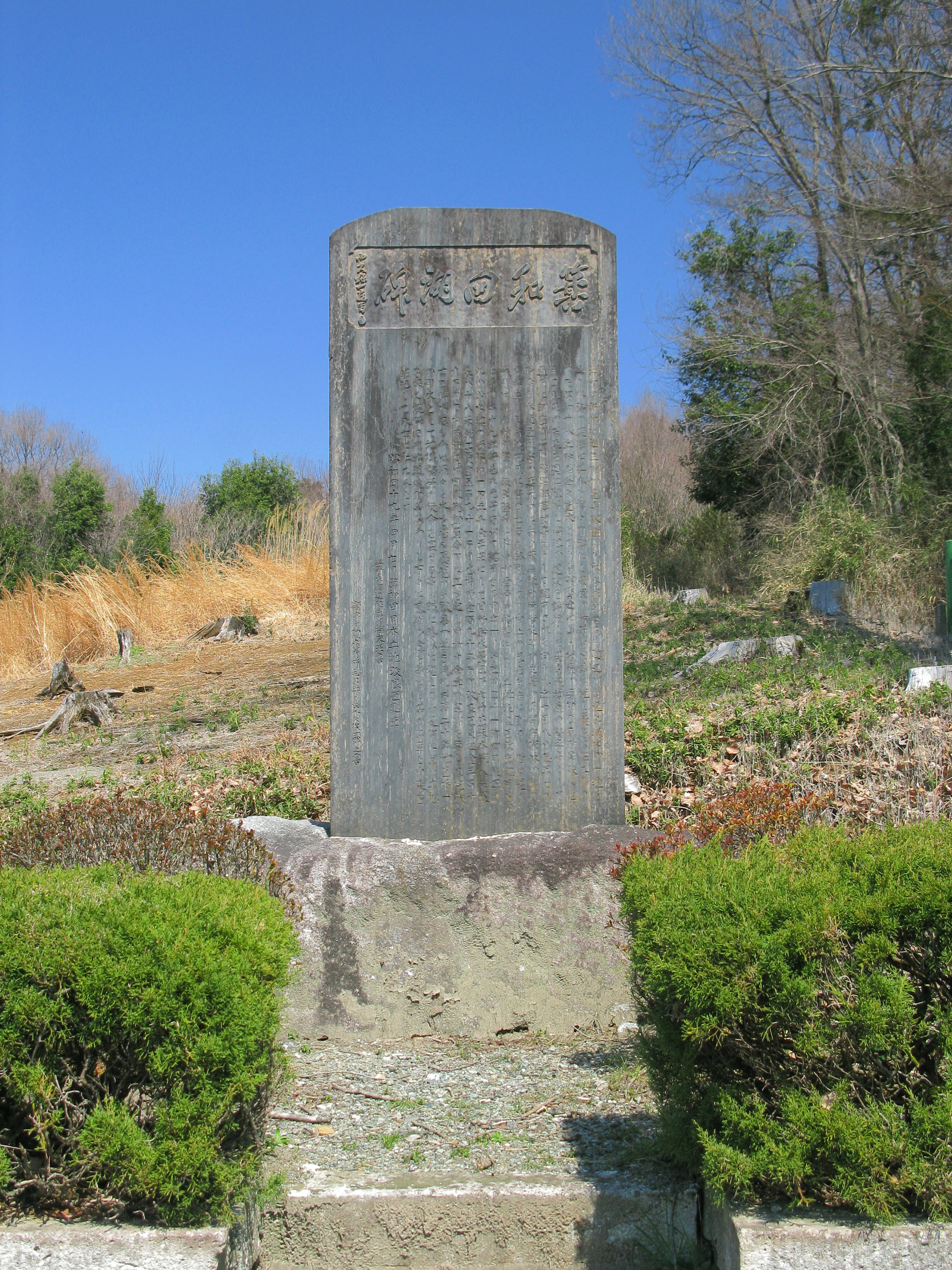
箕和田湖碑（1974年設立）

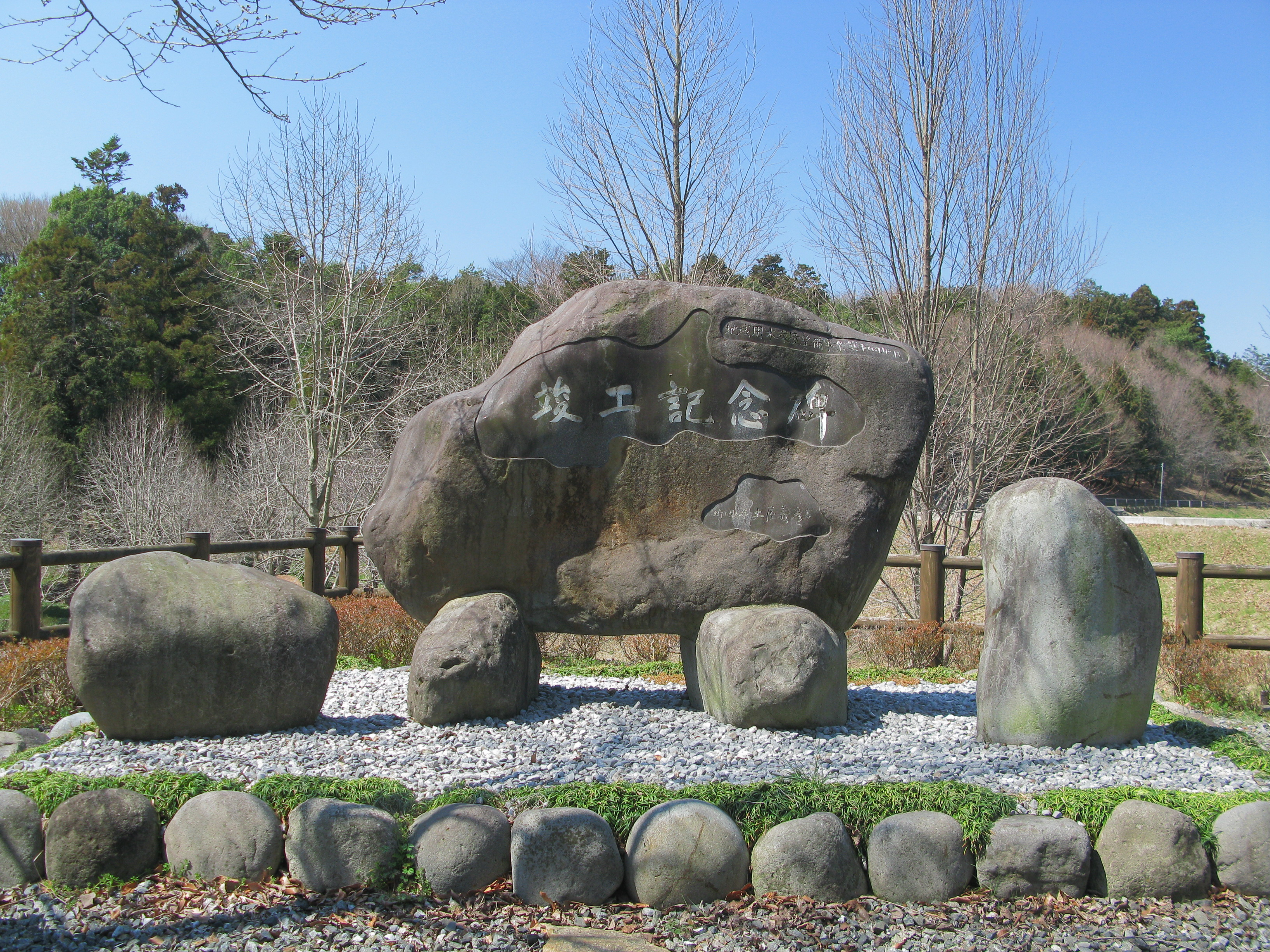
地域用水環境整備事業箕和田地区「竣工記念碑」

1956年（昭和31年）総工費591万円を投じ、箕和田地区の耕地を灌漑する貯水量57,000m3を持つ農業用のため池として整備された湖である。また施設の老朽化のため、埼玉県（事業主体）、農林水産省、毛呂山町、箕和田用水土地改良区によって1995年（平成7年）から2002年（平成14年）にかけて、総事業費5億5250万円を投じ農業用の施設の改修および生態系保全や景観保全などの水辺環境の整備が行われた。年間を通じヘラブナの放流が行われ、有料で釣りが楽しめる。また湖畔では、オオムラサキツツジ（5月）・レンゲツツジ（5-6月）・カキツバタ（5-6月）・キショウブ（5-6月）・ミソハギ（7-8月）などの草花や花木がありこれらの植物鑑賞ができる。他に案内板に記されていない物ではガウラ（4月～降霜まで）やネムノキやコブシ、独特の樹形の松の木などもある。現在、湖は管理釣り場となっており、湖畔に管理事務所の他駐車場、水洗トイレ、水飲場が整備されている。また湖畔は散策路付近のごく一部を除き、釣り客および隣接する宿泊施設の利用者以外の立ち入りが禁止されている。貯水池の周辺には、ほぼ自然のままの山林があり遊歩道も設けられており散策も可能。ほとんど人の手が入ってないので自然に近い姿の雑木林やシャガ、アザミなどの山野草やシロテンハナムグリなどの昆虫も楽しめる。反面、マムシなども居るので、散策の際は、ある程度の注意を要する。野鳥も生息しておりコジュケイなどの鳴き声を聞くことも多い。

## 周辺
- 箕和田公園 - 箕和田湖のすぐ下流にある[6]
- みのわだ湖自然遊歩道 - 箕和田湖の東側に隣接する里山に設けられた湖畔を結ぶ約900mの散策路
- ガーデンシティ目白台 - 箕和田湖の里山を挟んだ東側に近接する住宅地
- ローソン毛呂山箕和田店
- 入間カントリークラブ
- 武蔵富士カントリークラブ
- 越辺川

## 交通
- 鉄道
  - 東武越生線東毛呂駅から約2km
    - 徒歩約30分
    - タクシー約5分
- 自動車
  - 関越自動車道　鶴ヶ島インターチェンジから約11km
  - 関越自動車道　東松山インターチェンジから約13km